# Pitch invasion
En pitch invasion er når en flok mennesker "invaderer" banen i forbindelse med sportsbegivenhed, f.eks. for at fejre en sejr eller protestere over et nederlag. I Danmark er det mest udbredt  i forbindelse med fodboldkampe, men det kan også ske under andre sportsbegivenheder.
Pitch invasions sker sjældent i moderne fodbold. Men historisk set har det været almindeligt for fansene af det vindende hold i en vigtig kamp som en f.eks. en cup-finale, at løbe ind på banen efter dommeren af fløjtet kampen af.